# Liz and Dick
Pour plus de détails, voir Fiche technique et Distribution.
Liz and Dick est un téléfilm américain réalisé par Lloyd Kramer, sorti en 2012.

## Synopsis
L'histoire d'amour d'Elizabeth Taylor et Richard Burton.

## Fiche technique
- Titre : Liz and Dick
- Réalisation : Lloyd Kramer
- Scénario : Christopher Monger
- Musique : Lee Holdridge
- Photographie : Paula Huidobro
- Montage : Scott Chestnut
- Production : Kyle A. Clark, Robert G. Endara II et Lina Wong
- Société de production : Larry A. Thompson Productions, Lasky Productions et SilverScreen Pictures
- Pays :  États-Unis
- Genre : Biopic, drame et romance
- Durée : 88 minutes
- Première diffusion : 
  -  États-Unis : 25 novembre 2012

## Distribution
- Lindsay Lohan : Elizabeth Taylor
- Grant Bowler : Richard Burton
- Theresa Russell : Sara Taylor
- David Hunt (en) : Ifor Jenkins
- Bruce Nozick : Bernard
- Tanya Franks : Sybil Burton
- Charles Shaughnessy : Anthony Asquith
- David Eigenberg : Ernest Lehman
- Creed Bratton : Darryl Zanuck
- Andy Hirsch : Eddie Fisher
- Brian Howe : Joseph Mankiewicz
- Eyal Podell : Henry Wynberg

## Distinctions
Le film a été nommé pour 2 Primetime Emmy Awards (Meilleure coiffure pour une mini-série ou un téléfilm et Meilleurs maquillages pour une mini-série ou un téléfilm).